# لعل‌آباد سیدصادق
لعل‌آباد سیدصادق، روستایی از توابع بخش ماهیدشت شهرستان کرمانشاه در استان کرمانشاه ایران است.

## جمعیت
این روستا در دهستان ماهیدشت قرار دارد و بر اساس سرشماری مرکز آمار ایران در سال ۱۳۸۵، جمعیت آن ۱۸۳ نفر (۳۶خانوار) بوده‌است.